# Bells (Tennessee)
Bells è un comune degli Stati Uniti d'America, situato nello Stato del Tennessee, nella Contea di Crockett.